# Natchitoches (peuple)
Pour l’article homonyme, voir Natchitoches.
La tribu Natchitoches forme une des trois confédérations de la Nation des Amérindiens Caddos. 
Les Natchitoches vivent dans l'Ouest de l'État de Louisiane.
Les premiers Européens qu'ils rencontrèrent furent peut-être ceux de Luis de Moscoso de Alvarado, le successeur de Hernando de Soto lors de l'expédition de reconnaissance, entreprise par l'Espagne au XVIe siècle, en Amérique du Nord. 
Puis vinrent les coureurs des bois français et Canadiens français qui parcoururent la région au cours du XVIIe siècle. 
En février 1690, Henri de Tonti atteint le village des Natchitoches. 
En 1699, la France fonda un poste avancé français sur la rivière Rouge afin de contrôler le commerce avec les avant-postes des forces espagnoles du Mexique.
En 1701, le Canadien-français, Jean-Baptiste Le Moyne de Bienville, futur gouverneur de la Louisiane française, parvint jusqu'au village des indiens Natchitoches et des Cadodaquious sur la rivière Rouge.
En 1714, Louis Juchereau de Saint-Denis emprunta la rivière Rouge afin d'étendre l'influence française de la Nouvelle-France et repousser vers l'Ouest, les limites de la Louisiane française. Déjà les années précédentes, il avait noué des contacts avec les indiens Natchitoches. Il fonda un fort que l'on appela Fort des Natchitoches.
Avec l'arrivée de missionnaires d'Espagne et de France se déclencha une épidémie de petite vérole qui décima la population des différentes confédérations de la Nation Caddo. 
On évalue à un millier d'habitants le nombre d'Amérindiens membres de la Confédération Natchitoches avant l'arrivée des Européens.
En 1700, Le Moyne de Bienville estimait que la Confédération des Natchitoches avait entre 400 et 450 guerriers. 
En 1718, Jean-Baptiste Bénard de la Harpe évaluait à 80 seulement le nombre de combattants éventuels pour une population de moins de deux cents personnes.